# 葛根湯
葛根湯記於傷寒論：『太陽病，項背強几几，無汗，惡風，葛根湯主之。』屬解表劑。有發汗解毒，升津舒筋之功用。
　　

## 组成
葛根四两 麻黄三两（去节） 桂枝二两（去皮）芍药二两（切） 甘草二两（炙） 生姜三两（切）大枣十二枚（擘）

## 煎服法
右七味，以水一斗，先煮麻黄、葛根，减二升，去白沫，内诸药，煮取三升，去滓，温服一升，覆取微似汗。余如桂枝法将息及禁忌，诸汤皆仿此。　

## 主治
1. 治太阳病，项背强几几，无汗恶风。
2. 亦治太阳阳明合病下利。
3. 现用于感冒、流行性感冒、麻疹、痢疾以及关节痛等病症。

## 方义
成氏曰：「轻可去实，葛根、麻黄之属是也。」此以中风表实，故加二物于桂枝汤中。　

## 相關方劑
- 本方原型為桂枝湯。
- 本方除麻黄，名桂枝加葛根汤，治前证汗出恶风者。
- 本方加半夏，名葛根加半夏汤，治太阳阳明合病，不下利，但呕。
- 本方加黄芩，名葛根解肌汤，治发热恶寒，头痛项强，伤寒、温病。

### 《景岳全书》卷五十六引刘河间方
- 【组成】葛根1钱，桂枝1钱，川芎1钱，细辛1钱，防风1钱，麻黄8分，枳壳8分，芍药8分，人参8分，炙甘草8分。
- 【主治】寒邪在经，胁下疼痛不可忍。
- 【用法】上㕮咀，以水1钟半，入生姜3片，煎至8分，食远温服。

## 外部連結
- 桂枝湯 中藥方劑圖像數據庫 (香港浸會大學中醫藥學院) （中文）（英文）